# Operațiunea Weserübung

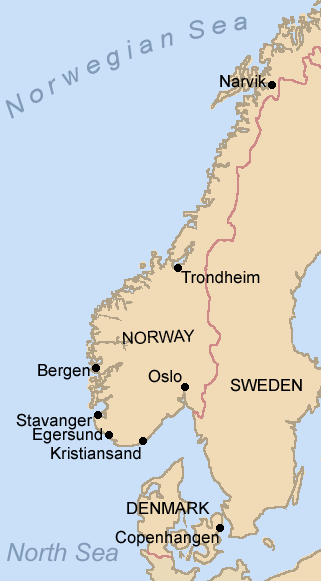
Punctele de aterizare în Danemarca şi Norvegia

Operațiunea Weserübung (în germană Unternehmen Weserübung, literal „Operațiunea exercițiul de pe râul Weser”) a fost numele asaltului Germaniei Naziste asupra Danemarcei și Norvegiei în timpul celui de al doilea război mondial, în ziua de 9 aprilie 1940, dată codificată ca Wesertag ("Ziua Weser").
Avansul german a învins întreaga rezistență daneză în doar 6 ore. A fost ocupată toată Danemarca, inclusiv capitala Copenhaga.